# Abdu Conté
Abdu Cadri Conté (* 24. März 1998 in Bissau, Guinea-Bissau) ist ein portugiesisch-guinea-bissauischer Fußballspieler. Er spielt in der Schweiz beim Berner Erstligisten BSC Young Boys, meist in der linken Verteidigung.

## Karriere

### Vereine

#### Sporting Lissabon
Conté kam im Alter von 13 Jahren von Sport Futebol Damaiense in die Jugendakademie von Sporting Lissabon. Sein Debüt in der B-Mannschaft gab er noch als Junior am 7. Januar 2017, als er bei der 1:2-Heimniederlage gegen Sporting Braga in der LigaPro die zweite Halbzeit spielte.
Er beendete die Saison 2017/18 mit 24 Spielen – 17 davon in der Startelf –, als sein Team als Tabellendritter abstieg. Vor seinem Abgang kam er auch in der U-23 zum Einsatz.

#### Moreirense FC
Am 22. Juli 2019 unterschrieb Conté einen Vierjahresvertrag beim portugiesischen Erstligisten Moreirense FC, wo er am 23. August beim 0:0 im Auswärtsspiel gegen Vitória Setúbal sein Debüt gab.
Während seiner Zeit im Parque de Jogos Comendador Joaquim de Almeida Freitas kam er auf insgesamt 67 Einsätze, in denen er sieben Assists beisteuerte.

#### ES Troyes AC
Am 12. Januar 2022 wechselte Conté für viereinhalb Jahre zum ES Troyes AC in die französische Ligue 1. Sein erstes Tor für die A-Mannschaft erzielte er am 9. Oktober bei der 2:3-Auswärtsniederlage gegen den OGC Nice.
In der Saison 2023/24 schaffte Troyes den Verbleib in der Ligue 2 nur, weil die Girondins Bordeaux aufgrund eines Konkurses abstiegen.

#### BSC Young Boys
Im Sommer 2024 wurde Conté vorerst für eine Saison an den Schweizer Meister BSC Young Boys ausgeliehen. Sein Debüt gab er im Schweizer Cup am 17. August 2024 beim 10:0-Auswärtssieg gegen den FC Printse-Nendaz aus der fünftklassigen 2. Liga und in der Super League am 22. September 2024 beim 4:1-Auswärtssieg gegen den FC Winterthur, als er in der Startelf stand und in der 68. Minute gegen Jaouen Hadjam ausgewechselt wurde.

### Nationalmannschaften
Conté vertrat Portugal in verschiedenen Juniorennationalmannschaften. 2017 erreichte die U-19-Nationalmannschaft in Georgien das Finale, wo sie England mit 1:2 unterlag. Conté stand in der Startelf und wurde in der 78. Minute ausgewechselt. U21-Trainer Rui Jorge berief ihn für die zweite Phase der UEFA-Europameisterschaft 2021 im Mai ein, nachdem Thierry Correia positiv auf COVID-19 getestet worden war. Sein erstes U21-Länderspiel absolvierte er am 3. Juni, als er 90 Minuten beim 1:0-Halbfinalsieg gegen Spanien spielte.